# ワイオミング州の都市圏の一覧

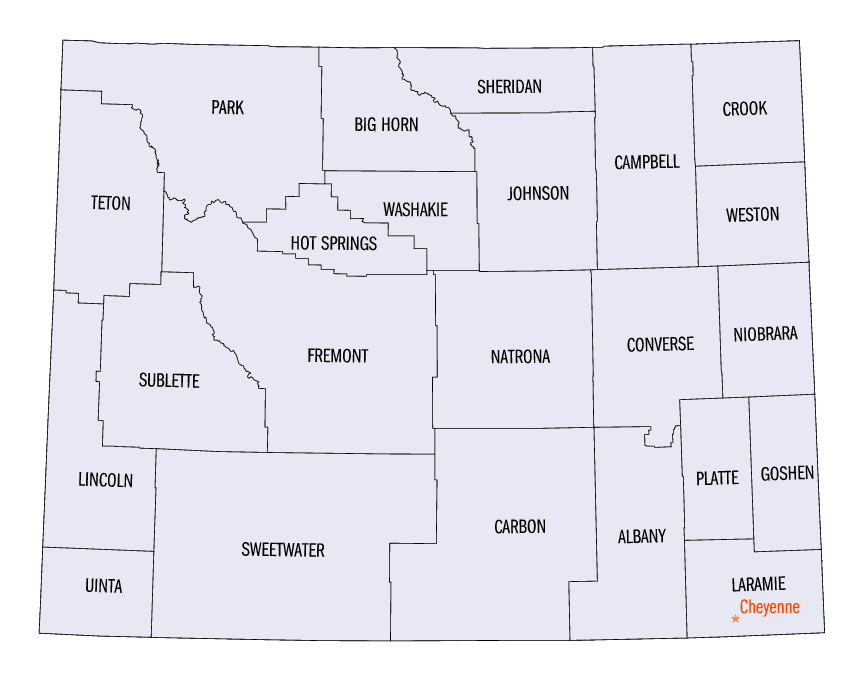
ワイオミング州の23郡を示す地図

本項目はワイオミング州の都市圏の一覧（ワイオミングしゅうのとしけんのいちらん）である。
アメリカ合衆国国勢調査局は、ワイオミング州に大都市統計地域（MSA/都市圏）2ヶ所、および小都市統計地域（μSA/小都市圏）8ヶ所を定義している。下表には、左列より以下の情報を示す。
- コアベース統計地域（大都市統計地域および小都市統計地域）の名称
- コアベース統計地域の人口
- 各統計地域に含まれる郡の名称
- 各統計地域に含まれる郡の人口

なお、下表においては、ワイオミング州と他州にまたがるコアベース統計地域については、名称と統計地域の総人口を青緑色で、ワイオミング州内の人口を黒色でそれぞれ示す。また、他州の郡については、その名称と人口を緑色でそれぞれ示す。
下表における人口の数値はすべて2020年に行われた国勢調査時のものである。また、コアベース統計地域（大都市統計地域・小都市統計地域）は、2023年7月21日時点での定義に従う。
| コアベース統計地域         | 人口          | 郡                     | 人口    |
| -------------------------- | ------------- | ---------------------- | ------- |
| シャイアン都市圏           | 100,512       | ララミー郡             | 100,512 |
| キャスパー都市圏           | 79,955        | ナトロナ郡             | 79,955  |
| ジレット小都市圏           | 47,026        | キャンベル郡           | 47,026  |
| ロックスプリングス小都市圏 | 42,272        | スウィートウォーター郡 | 42,272  |
| リバートン小都市圏         | 39,234        | フレモント郡           | 39,234  |
| ララミー小都市圏           | 37,066        | オールバニ郡           | 37,066  |
| シェリダン小都市圏         | 30,921        | シェリダン郡           | 30,921  |
| コディ小都市圏             | 29,624        | パーク郡               | 29,624  |
| ジャクソン小都市圏         | 34,961 23,331 | ティトン郡             | 23,331  |
| ジャクソン小都市圏         | 34,961 23,331 | アイダホ州ティトン郡   | 11,630  |
| エバンストン小都市圏       | 22,960 20,450 | ウインタ郡             | 20,450  |
| エバンストン小都市圏       | 22,960 20,450 | ユタ州リッチ郡         | 2,510   |
| （設定無し）               | （設定無し）  | リンカーン郡           | 19,581  |
| （設定無し）               | （設定無し）  | カーボン郡             | 14,537  |
| （設定無し）               | （設定無し）  | コンバース郡           | 13,751  |
| （設定無し）               | （設定無し）  | ゴシェン郡             | 12,498  |
| （設定無し）               | （設定無し）  | ビッグホーン郡         | 11,521  |
| （設定無し）               | （設定無し）  | サブレット郡           | 8,728   |
| （設定無し）               | （設定無し）  | プラット郡             | 8,605   |
| （設定無し）               | （設定無し）  | ジョンソン郡           | 8,447   |
| （設定無し）               | （設定無し）  | ワシャキー郡           | 7,685   |
| （設定無し）               | （設定無し）  | クルック郡             | 7,181   |
| （設定無し）               | （設定無し）  | ウェストン郡           | 6,838   |
| （設定無し）               | （設定無し）  | ホットスプリングス郡   | 4,621   |
| （設定無し）               | （設定無し）  | ニオブララ郡           | 2,467   |

## 註
1. ↑  QuickFacts. U.S. Census Bureau. 2020年.
2. ↑  OMB Bulletin No. 23-01, Revised Delineations of Metropolitan Statistical Areas, Micropolitan Statistical Areas, and Combined Statistical Areas, and Guidance on Uses of the Delineations of These Areas. Office of Management and Budget. 2023年7月21日.